# El cariño es como una flor
"El cariño es como una flor" es una balada escrita, producida e interpretada por el cantautor ítalo-venezolano Rudy La Scala y arreglada por Vicente Delgado. Fue lanzado como el sencillo principal del cuarto álbum de estudio Cuando yo amo (1990), y se convirtió en su primer sencillo número uno en la lista Billboard Top Latin Songs  mientras que el álbum mencionado alcanzó el número cuatro en el latín Top de álbumes pop. La canción se convirtió una de su mejores composiciones más conocidas después del éxito de la canción de tema de la telenovela Cristal, "Mi vida eres tú", el cual rompió registros de ventas.
La canción debutó en la lista de Billboard Top Latin Songs (anteriormente Hot Latin Tracks) en el número 35 el 14 de abril de 1990 y llegó al top diez dos semanas después. Alcanzó la primera posición de la lista el 23 de junio de 1990, reemplazando a "Quién como tú " de la cantautora mexicana Ana Gabriel y fue sucedido por "Tengo todo excepto a tí" por Luis Miguel cuatro semanas más tarde. La misma semana, la canción llegó a la cima de la lista Hot Latin Tracks, "Tesoro Mío" interpretada por Guillermo Dávila y Kiara y escrito por La Scala, también alcanzó su punto máximo en el número tres. A finales de 1990, "El cariño es como una flor" se clasificó como el mejor sencillo latino del año. La canción pasó 25 semanas dentro del Top 40 y se convirtió en el primer sencillo entre los diez primeros para el cantante en la lista, y el primer éxito número uno. "El Carino Es Como Una Flor" fue nominado a la Canción Pop del Año en los Premios Lo Nuestro y ha sido cubierto por varios artistas, incluidos Grupo Sonni, José Antonio Santana, Jossie Esteban y la Patrulla 15, Vinicio Quezada y Oscar Sánchez. En 2013, el cantante dominicano Alex Matos cubrió la canción en salsa para su álbum El Salsero de Ahora. Matos también grabó una versión de bachata en un dúo con Andy Andy que fue lanzado como sencillo. La versión de bachata alcanzó el número 6 en la lista de Billboard Tropical Songs.